# Beta de l'Altar
Beta de l'Altar (β Arae) és l'estrella més brillant de la constel·lació de l'Altar. És una estrella taronja del tipus K supergegant o brillant gegant amb una magnitud aparent de +2,84. Està aproximadament a 603 anys llum.